# Julius Wiethaus
Julius Johann Heinrich Wiethaus (* 7. November 1806 in Hamm; † 23. April 1863 in Bernkastel) war ein preußischer Beamter und Abgeordneter.

## Leben
Er war der Sohn von  David Wiethaus, Landrat des Kreises Hamm und Bruder des Juristen Carl Wiethaus. Er studierte zwischen 1826 und 1830 Rechtswissenschaften in Bonn, Berlin und Heidelberg. Er war Mitglied der Corps  Guestphalia Bonn (1826) und Alemannia Heidelberg (1829). Im Jahr 1830 kam es zu einem Strafverfahren wegen eines unerlaubten Duells. Dafür wurde er zu einem Jahr Festungshaft verurteilt.
Anschließend absolvierte er den üblichen Vorbereitungsdienst für den höheren  kgl. preußischen Justiz- und Verwaltungsdienst. Seit 1837 war er Regierungsassessor bei der Regierung in Arnsberg. Zwischen 1837 und 1844 war er in derselben Stellung bei den  Polizeipräsidien in Berlin und ab 1839 in Köln tätig. Er war dort seit 1842 Zensor der Rheinischen Zeitung. Für Karl Marx war er ein „ehrenwerter Mann“. Danach war er dort  Regierungsrat. 1845 wurde er vertretungsweise und 1846 offiziell Landrat im Kreis Wipperfürth. 1852 wechselte er in der gleichen Funktion zum Landkreis Bernkastel.
Wiethaus war zwischen dem 15. Juli 1848 und dem 17. Mai 1849 Mitglied der Frankfurter Nationalversammlung. Er gehörte keiner Fraktion an, stimmte aber meistens mit dem Rechten Zentrum. Im September 1848 schloss er sich dem Allgemeinen Deutschen Verein zum Schutz der Vaterländischen Arbeit an. Nach dem Ende der Revolution nahm er am Gothaer Nachparlament teil. Im Jahr 1849, in der 1. Legislaturperiode, war er für den Wahlkreis Köln Mitglied des Preußischen Abgeordnetenhauses. Dort gehörte er der Fraktion der Rechten an.